# 克雷韋迪亞鄉
44°36′N 25°56′E / 44.600°N 25.933°E
克雷韋迪亞鄉（羅馬尼亞語：Comuna Crevedia, Dâmbovița），是羅馬尼亞的鄉份，位於該國南部，由登博維察縣負責管轄，面積53平方公里，海拔高度111米，2007年人口6,384，人口密度每平方公里121人。